# 納蓋科伊爾

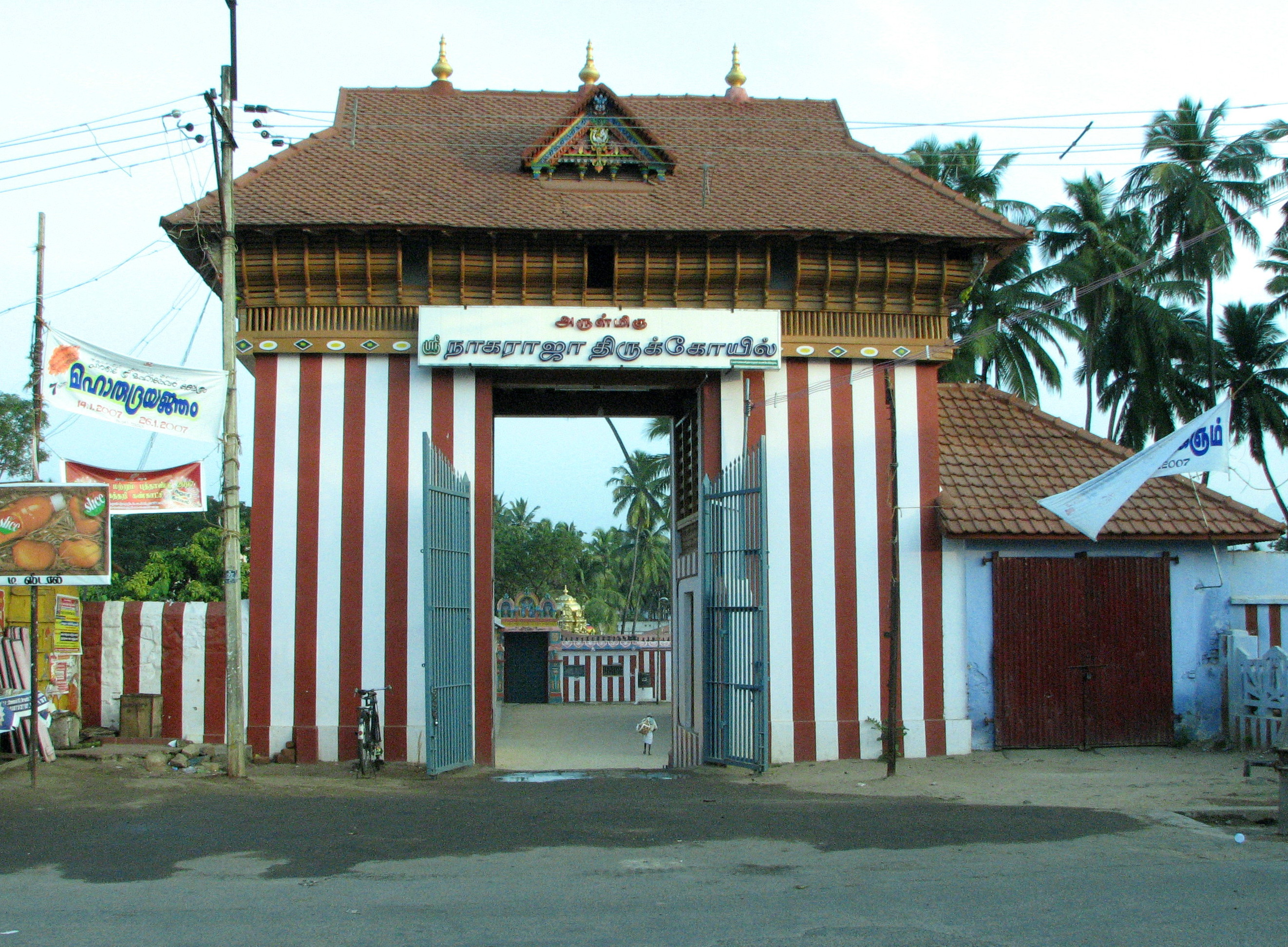

納蓋科伊爾是印度的城鎮，由泰米爾納德邦負責管轄，位於該國南部，距離特里凡得琅65公里，面積19.37平方公里，海拔高度13米，2011年人口224,329。

## 外部連結
- Official website of Kanyakumari district （页面存档备份，存于）